# Redmine
Redmine este o aplicație web de management de proiect și bug-tracking. Include calendar și grafice Gantt și reprezentări ale termenelor limită din cadrul proiectelor. Aplicația este scrisă cu sursă deschisă (open source) și poate găzdui proiecte multiple, precum și mai multe sisteme de management al versiunilor. 
Interfață vizuală este influențată în mod semnificativ de cea existentă la altă soluție de management de proiect pe nume Trac, un pachet software cu funcționalități similare. 
Redmine folosește ca limbaj de programare Ruby on Rails și este o aplicație ce poate fi utilizată pe orice platformă și cu orice bază de date.